# Графство Цвайбрюкен
Графство Цвайбрюкен (на немски: Grafschaft Zweibrücken) е графство на Свещената Римска империя с резиденция Цвайбрюкен. То е създадено между 1182 и 1190 г. до 1394 г. от наследствено разделяне на Графство Саарбрюкен. Управлявано е от 1190 г. от династията Саарбрюкен и от 1394 г. от Курпфалц.

## История
Графовете на Саарбрюкен са през 1100 г. един от най-могъщите родове в югозападната германска територия с големи земни собствености на Саар, в Блисгау и в Елзас, в Пфалц и на Среден Рейн. През 12 век те дават два пъти архиепископи на Майнц и построяват замък Цвайбрюкен.
Основател на графството и първият граф на Цвайбрюкен е Хайнрих I († 1228) от 1182 до 1237 г., който е вторият син на Симон I († сл. 1183, граф на Саарбрюкен) и получава източните територии от собствеността на баща си с Цвайбрюкен. Жени се за Хедвиг от Лотарингия († сл. 1228), дъщеря на херцога на Лотарингия Фридрих I, годподар на Бич. По-големият му брат, Симон II († сл. 1207), e граф на Саарбрюкен през 1135 – 1183 г.
С основаването на графството започва Цвайбрюкската млада графска династия на Валрамидите (граф Валрам I, упр. 1282 – 1309). Между 1286 и 1302 г. графската фамилия се разделя на двете линии Цвайбрюкен-Бич и Цвайбрюкен-Цвайбрюкен. По-младата линия си запазва замъка и град Цвайбрюкен и изчезва през 1394 г. Последният граф на Цвайбрюкен-Цвайбрюкен е Еберхард († 10 декември 1394), който е без наследници, има големи задължения и продава през 1385 г. графството Цвайбрюкен-Цвайбрюкен на Курпфалц, а алодите му отиват към Графство Цвайбрюкен-Бич (съществувало през 1286 – 1570).
Територоята минава през 1453/1459 г. към Херцогство Пфалц-Цвайбрюкен под владението на Вителсбахите до 1801 г.